# Floret
Florét je eno od treh orožij (poleg sablje in meča), ki ga uporabljajo v športnem sabljanju. 
Floret je dolg 110 cm, od tega sme biti rezilo dolgo največ 90 cm. Težak je lahko največ 500 gramov.
Na pogled se floret razlikuje od meča po kvadratnem preseku rezila in manjšem, v obliki plošče izdelanem ščitniku za roko. 
Floret je nastal iz meča, ko so oster meč »razostrili« s kroglo (popek) na konici (francosko fleuret) in ovili rezilo s folijo (od tu angleško foil za floret). 
Zato se je dvoboj na življenje in smrt izvajal vedno z mečem, sabljo ali rapirjem in nikdar s floretom.

## Tekmovalna pravila
Tekmovanje s floretom se razlikuje od tekmovanja s sabljo in mečem v tem, kdaj tekmovalec doseže točko. Floret je izrazito orožje za bodenje, štejejo samo zadetki s konico. Tekmovalec doseže točko samo, če zadene nasprotnika v telo, dejansko v poseben telovnik, ki se nosi na tekmovanjih in električno javlja zadetke. Štejejo samo zadetki tekmovalca, ki ima prednost (podobno kot servis pri tenisu). Če nasprotnik obrani napad ima potem on prednost. Boj se zaključi, ko eden od tekmovalcev doseže 15 zadetkov. Zadetek velja na samo na trupu, od pasu navzgor in brez rok (nosi se poseben telovnik). Ploščad za boj je dolga 14 m in široka do 2 m.